# Estraden
estraden är en svensk popgrupp bildad 2017. Gruppen består av medlemmarna Carl Silvergran, Felix Flygare Floderer och Louise Lennartsson. Musiken är släppt genom skivbolaget Sony Music. Gruppens namn var från bildandet Estrad, men på grund av en namnrättighetstvist bytte gruppen namn i juni 2019.

## Bakgrund
Gruppen bildades 2017 och fick en kanonstart när de redan i sitt första samarbete gästade Norlie & KKV, i låten "Mer för varandra", fick en listetta i Sverige.
Gruppens medlemmar är alla producenter och låtskrivare och de jobbade individuellt med sina egna projekt för samma förlag och träffades när de jobbade med Sandro Cavazzas singel "Used To". När de satt i fikarummet så klickade de och skrev refrängen till Mer för varandra och beslöt sig för att bilda en grupp tillsammans. Medlemmarna har på individnivå producerat och skrivit låtar till bland andra Astrid S, Avicii, Kygo, Molly Sandén och Tjuvjakt.
Estraden gjorde TV-debut 30 juni 2019 på TV-programmet Sommarkrysset i TV4 med ett medley av sina låtar Vi två, Mer för varandra och Vårt år.
Gruppens originalnamn Estrad är helt taget ur luften och har ingenting med gruppen att göra, och betyder ungefär "större scen".

## Diskografi

### Singlar och EP
- 2018 – "Mer för varandra" (feat. Norlie & KKV)
- 2019 – "Vårt år" (feat. Tjuvjakt)
- 2019 – "Vi två"
- 2019 – "Inget som nu"
- 2019 – "Smartare" (feat. Molly Sandén)
- 2019 – "Bra för dig" (feat. Victor Leksell)
- 2020 – "Det svåraste"
- 2020 – "För evigt" (feat. Jireel)
- 2020 – "Dansar med mig själv"
- 2024 – "Alla Vill" (feat A36)
- 2024 – "Jeansjacka"

### Studioalbum
- 2020 – "Mellan hägg och syrén"
- 2023 – "20-nånting"